# Aruna Dindane
Aruna Dindane (Abidjan, 26 novembre 1980) è un ex calciatore ivoriano, di ruolo attaccante.

## Carriera

### Club
Nell'estate del 2000 l'Anderlecht lo acquista a soli 20 anni dal Mimosas, squadra della prima divisione ivoriana, che ha sfornato talenti come Kolo Touré, Salomon Kalou ed Emmanuel Eboué.
Ha aiutato l'Anderlecht a vincere la Jupiler League per due volte (2001 e 2004) ed anche la Supercoppa belga (2000 e 2001).
Nell'estate 2005 Anderlecht e Lens raggiungono l'accordo per portare l'ivoriano in Francia.
Nel mese di agosto 2009, il calciatore firma in prestito per il Portsmouth.
Il 27 maggio 2010 viene ceduto a titolo definitivo alla squadra del Qatar del Lekhwiya.
A gennaio 2012 passa all'Al-Gharafa e il 27 maggio 2012 firma un contratto di un anno con l'Al-Sailiya.
Dopo una fugace esperienza al Crystal Palace, nel 2014 si è ritirato dal calcio giocato, per poi assumere l'incarico di segretario generale dell'Association des Footballeurs Ivoiriens ("Associazione dei Calciatori Ivoriani").

### Nazionale
Ha esordito in Nazionale ivoriana nel 2000 ed ha partecipato ai Mondiali tedeschi del 2006, dove ha segnato 2 reti che non sono bastate alla Costa d'Avorio per il passaggio del turno.

## Statistiche

### Presenze e reti nei club
Statistiche aggiornate al 19 maggio 2013.
| Stagione            | Squadra             | Campionato          | Campionato | Campionato | Coppe nazionali | Coppe nazionali | Coppe nazionali | Coppe continentali | Coppe continentali | Coppe continentali | Altre coppe | Altre coppe | Altre coppe | Totale | Totale |
| Stagione            | Squadra             | Comp                | Pres       | Reti       | Comp            | Pres            | Reti            | Comp               | Pres               | Reti               | Comp        | Pres        | Reti        | Pres   | Reti   |
| ------------------- | ------------------- | ------------------- | ---------- | ---------- | --------------- | --------------- | --------------- | ------------------ | ------------------ | ------------------ | ----------- | ----------- | ----------- | ------ | ------ |
| 1998                | ASEC Mimosas        | A                   | 0          | 0          | -               | -               | -               | CAFS               | 1                  | 1                  |             |             |             | 1      | 1      |
| 1999                | ASEC Mimosas        | A                   | 0          | 0          | -               | -               | -               | -                  | -                  | -                  | -           | -           | -           | 0      | 0      |
| 2000                | ASEC Mimosas        | A                   | 22         | 9          | -               | -               | -               | -                  | -                  | -                  | -           | -           | -           | 22     | 9      |
| Totale ASEC Mimosas | Totale ASEC Mimosas | Totale ASEC Mimosas | 22         | 9          |                 |                 |                 |                    | 1                  | 1                  |             |             |             | 23     | 10     |
| 2000-2001           | Anderlecht          | JL                  | 26         | 5          | CB              | 0               | 0               | UCL                | 6                  | 1                  | -           | -           | -           | 32     | 6      |
| 2001-2002           | Anderlecht          | JL                  | 28         | 10         | CB              | 0               | 0               | UCL                | 5                  | 1                  | SB          | 0           | 0           | 33     | 11     |
| 2002-2003           | Anderlecht          | JL                  | 23         | 6          | CB              | 0               | 0               | CU                 | 5                  | 1                  | -           | -           | -           | 28     | 7      |
| 2003-2004           | Anderlecht          | JL                  | 25         | 15         | CB              | 0               | 0               | UCL                | 7                  | 4                  | SB          | 0           | 0           | 32     | 19     |
| 2004-2005           | Anderlecht          | JL                  | 29         | 14         | CB              | 0               | 0               | UCL                | 6                  | 0                  | -           | -           | -           | 35     | 14     |
| Totale Anderlecht   | Totale Anderlecht   | Totale Anderlecht   | 131        | 50         |                 | 0               | 0               |                    | 29                 | 7                  |             | 0           | 0           | 160    | 57     |
| 2005-2006           | Lens                | L1                  | 28         | 6          | CF+CdL          | 0+0             | 0               | Int+CU             | 1+6                | 0+1                | -           | -           | -           | 35     | 7      |
| 2006-2007           | Lens                | L1                  | 34         | 11         | CF+CdL          | 0+0             | 0               | CU                 | 6                  | 3                  | -           | -           | -           | 40     | 14     |
| 2007-2008           | Lens                | L1                  | 28         | 8          | CF+CdL          | 0+0             | 0               | CU                 | 4                  | 3                  | -           | -           | -           | 32     | 11     |
| 2008-2009           | Lens                | L2                  | 12         | 2          | CF+CdL          | 0+0             | 0               | -                  | -                  | -                  | -           | -           | -           | 12     | 2      |
| Totale Lens         | Totale Lens         | Totale Lens         | 102        | 27         |                 | 0               | 0               |                    | 17                 | 7                  |             |             |             | 119    | 34     |
| 2009-2010           | Portsmouth          | PL                  | 19         | 8          | FACup+CdL       | 3+2             | 1+1             | -                  | -                  | -                  | -           | -           | -           | 24     | 10     |
| 2010-2011           | Lekhwiya            | QSL                 | 19         | 4          | -               | -               | -               | -                  | -                  | -                  | -           | -           | -           | 19     | 4      |
| 2011-2012           | Lekhwiya            | QSL                 | 4          | 1          | -               | -               | -               | -                  | -                  | -                  | -           | -           | -           | 4      | 1      |
| Totale Lekhwiya     | Totale Lekhwiya     | Totale Lekhwiya     | 23         | 5          |                 |                 |                 |                    |                    |                    |             |             |             | 23     | 5      |
| gen. 2012           | Al-Gharafa          | QSL                 | 6          | 1          | -               | -               | -               | AFC                | 5                  | 1                  | -           | -           | -           | 11     | 2      |
| 2012-2013           | Al-Sailiya          | QSL                 | 8          | 2          | -               | -               | -               | -                  | -                  | -                  | -           | -           | -           | 8      | 2      |
| gen.-giu. 2013      | Crystal Palace      | FLC                 | 0          | 0          | FACup+CdL       | 0+0             | 0               | -                  | -                  | -                  | -           | -           | -           | 0      | 0      |
| Totale carriera     | Totale carriera     | Totale carriera     | 311        | 102        |                 | 5               | 2               |                    | 52                 | 16                 |             | 0           | 0           | 368    | 120    |

### Cronologia presenze e reti in nazionale
| Cronologia completa delle presenze e delle reti in nazionale ― Costa d'Avorio | Cronologia completa delle presenze e delle reti in nazionale ― Costa d'Avorio | Cronologia completa delle presenze e delle reti in nazionale ― Costa d'Avorio | Cronologia completa delle presenze e delle reti in nazionale ― Costa d'Avorio | Cronologia completa delle presenze e delle reti in nazionale ― Costa d'Avorio | Cronologia completa delle presenze e delle reti in nazionale ― Costa d'Avorio | Cronologia completa delle presenze e delle reti in nazionale ― Costa d'Avorio | Cronologia completa delle presenze e delle reti in nazionale ― Costa d'Avorio |
| Data                                                                          | Città                                                                         | In casa                                                                       | Risultato                                                                     | Ospiti                                                                        | Competizione                                                                  | Reti                                                                          | Note                                                                          |
| ----------------------------------------------------------------------------- | ----------------------------------------------------------------------------- | ----------------------------------------------------------------------------- | ----------------------------------------------------------------------------- | ----------------------------------------------------------------------------- | ----------------------------------------------------------------------------- | ----------------------------------------------------------------------------- | ----------------------------------------------------------------------------- |
| 9-4-2000                                                                      | Kigali                                                                        | Ruanda                                                                        | 2 – 2                                                                         | Costa d'Avorio                                                                | Qual. Mondiali 2002                                                           | -                                                                             | 65’                                                                           |
| 23-4-2000                                                                     | Abidjan                                                                       | Costa d'Avorio                                                                | 2 – 0                                                                         | Ruanda                                                                        | Qual. Mondiali 2002                                                           | -                                                                             | 70’                                                                           |
| 18-6-2000                                                                     | Abidjan                                                                       | Costa d'Avorio                                                                | 2 – 2                                                                         | Tunisia                                                                       | Qual. Mondiali 2002                                                           | -                                                                             |                                                                               |
| 2-7-2000                                                                      | Niamey                                                                        | Niger                                                                         | 0 – 1                                                                         | Costa d'Avorio                                                                | Qual. Mondiali 2002                                                           | 1                                                                             |                                                                               |
| 20-1-2001                                                                     | Bouaké                                                                        | Costa d'Avorio                                                                | 2 – 0                                                                         | Sudan                                                                         | Qual. Coppa d'Africa 2002                                                     | -                                                                             |                                                                               |
| 28-1-2001                                                                     | Antananarivo                                                                  | Madagascar                                                                    | 1 – 3                                                                         | Costa d'Avorio                                                                | Qual. Mondiali 2002                                                           | -                                                                             | 64’                                                                           |
| 25-3-2001                                                                     | Omdurman                                                                      | Sudan                                                                         | 0 – 0                                                                         | Costa d'Avorio                                                                | Qual. Coppa d'Africa 2002                                                     | -                                                                             | 82’                                                                           |
| 20-5-2001                                                                     | Tunisi                                                                        | Tunisia                                                                       | 1 – 1                                                                         | Costa d'Avorio                                                                | Qual. Mondiali 2002                                                           | -                                                                             | 55’                                                                           |
| 1-7-2001                                                                      | Abidjan                                                                       | Costa d'Avorio                                                                | 6 – 0                                                                         | Madagascar                                                                    | Qual. Mondiali 2002                                                           | -                                                                             | 54’                                                                           |
| 15-7-2001                                                                     | Pointe-Noire                                                                  | Rep. del Congo                                                                | 1 – 1                                                                         | Costa d'Avorio                                                                | Qual. Mondiali 2002                                                           | -                                                                             | 61’ 88’                                                                       |
| 12-1-2002                                                                     | Bouaké                                                                        | Costa d'Avorio                                                                | 1 – 1                                                                         | Nigeria                                                                       | Amichevole                                                                    | -                                                                             |                                                                               |
| 21-1-2002                                                                     | Sikasso                                                                       | Togo                                                                          | 0 – 0                                                                         | Costa d'Avorio                                                                | Coppa d'Africa 2002 - 1º turno                                                | -                                                                             | 69’                                                                           |
| 30-4-2003                                                                     | Rabat                                                                         | Marocco                                                                       | 0 – 1                                                                         | Costa d'Avorio                                                                | Amichevole                                                                    | -                                                                             | 80’                                                                           |
| 8-6-2003                                                                      | Abidjan                                                                       | Costa d'Avorio                                                                | 6 – 1                                                                         | Burundi                                                                       | Qual. Coppa d'Africa 2004                                                     | 1                                                                             |                                                                               |
| 22-6-2003                                                                     | Polokwane                                                                     | Sudafrica                                                                     | 2 – 1                                                                         | Costa d'Avorio                                                                | Qual. Coppa d'Africa 2004                                                     | -                                                                             | 22’ 64’                                                                       |
| 10-9-2003                                                                     | Radès                                                                         | Tunisia                                                                       | 3 – 2                                                                         | Costa d'Avorio                                                                | Amichevole                                                                    | 1                                                                             |                                                                               |
| 15-11-2003                                                                    | Dakar                                                                         | Senegal                                                                       | 1 – 0                                                                         | Costa d'Avorio                                                                | Amichevole                                                                    | -                                                                             | 62’                                                                           |
| 31-3-2004                                                                     | Tunisi                                                                        | Tunisia                                                                       | 0 – 2                                                                         | Costa d'Avorio                                                                | Amichevole                                                                    | -                                                                             | 67’                                                                           |
| 6-6-2004                                                                      | Abidjan                                                                       | Costa d'Avorio                                                                | 2 – 0                                                                         | Libia                                                                         | Qual. Mondiali 2006                                                           | 1                                                                             |                                                                               |
| 20-6-2004                                                                     | Alessandria d'Egitto                                                          | Egitto                                                                        | 1 – 2                                                                         | Costa d'Avorio                                                                | Qual. Mondiali 2006                                                           | 1                                                                             |                                                                               |
| 4-7-2004                                                                      | Yaoundé                                                                       | Camerun                                                                       | 2 – 0                                                                         | Costa d'Avorio                                                                | Qual. Mondiali 2006                                                           | -                                                                             |                                                                               |
| 18-8-2004                                                                     | Avignone                                                                      | Costa d'Avorio                                                                | 2 – 1                                                                         | Senegal                                                                       | Amichevole                                                                    | 2                                                                             |                                                                               |
| 5-9-2004                                                                      | Abidjan                                                                       | Costa d'Avorio                                                                | 5 – 0                                                                         | Sudan                                                                         | Qual. Mondiali 2006                                                           | 2                                                                             |                                                                               |
| 10-10-2004                                                                    | Cotonou                                                                       | Benin                                                                         | 0 – 1                                                                         | Costa d'Avorio                                                                | Qual. Mondiali 2006                                                           | 1                                                                             | 70’ 79’                                                                       |
| 8-2-2005                                                                      | Le Petit-Quevilly                                                             | Costa d'Avorio                                                                | 2 – 2                                                                         | RD del Congo                                                                  | Amichevole                                                                    | 1                                                                             | 63’                                                                           |
| 27-3-2005                                                                     | Abidjan                                                                       | Costa d'Avorio                                                                | 3 – 0                                                                         | Benin                                                                         | Qual. Mondiali 2006                                                           | -                                                                             |                                                                               |
| 3-6-2005                                                                      | Tripoli                                                                       | Libia                                                                         | 0 – 0                                                                         | Costa d'Avorio                                                                | Qual. Mondiali 2006                                                           | -                                                                             |                                                                               |
| 19-6-2005                                                                     | Abidjan                                                                       | Costa d'Avorio                                                                | 2 – 0                                                                         | Egitto                                                                        | Qual. Mondiali 2006                                                           | -                                                                             |                                                                               |
| 17-8-2005                                                                     | Montpellier                                                                   | Francia                                                                       | 3 – 0                                                                         | Costa d'Avorio                                                                | Amichevole                                                                    | -                                                                             |                                                                               |
| 4-9-2005                                                                      | Abidjan                                                                       | Costa d'Avorio                                                                | 2 – 3                                                                         | Camerun                                                                       | Qual. Mondiali 2006                                                           | -                                                                             |                                                                               |
| 8-10-2005                                                                     | Omdurman                                                                      | Sudan                                                                         | 1 – 3                                                                         | Costa d'Avorio                                                                | Qual. Mondiali 2006                                                           | 2                                                                             |                                                                               |
| 16-11-2005                                                                    | Ginevra                                                                       | Italia                                                                        | 1 – 1                                                                         | Costa d'Avorio                                                                | Amichevole                                                                    | -                                                                             | 46’                                                                           |
| 21-1-2006                                                                     | Il Cairo                                                                      | Marocco                                                                       | 0 – 1                                                                         | Costa d'Avorio                                                                | Coppa d'Africa 2006 - 1º turno                                                | -                                                                             | 65’                                                                           |
| 30-5-2006                                                                     | Vittel                                                                        | Cile                                                                          | 1 – 1                                                                         | Costa d'Avorio                                                                | Amichevole                                                                    | 1                                                                             | 46’                                                                           |
| 4-6-2006                                                                      | Bondoufle                                                                     | Costa d'Avorio                                                                | 3 – 0                                                                         | Slovenia                                                                      | Amichevole                                                                    | -                                                                             | 64’                                                                           |
| 10-6-2006                                                                     | Amburgo                                                                       | Argentina                                                                     | 2 – 1                                                                         | Costa d'Avorio                                                                | Mondiali 2006 - 1º turno                                                      | -                                                                             | 55’                                                                           |
| 16-6-2006                                                                     | Stoccarda                                                                     | Paesi Bassi                                                                   | 2 – 1                                                                         | Costa d'Avorio                                                                | Mondiali 2006 - 1º turno                                                      | -                                                                             | 62’                                                                           |
| 21-6-2006                                                                     | Monaco di Baviera                                                             | Costa d'Avorio                                                                | 3 – 2                                                                         | Serbia e Montenegro                                                           | Mondiali 2006 - 1º turno                                                      | 2                                                                             | 43’                                                                           |
| 16-8-2006                                                                     | Dakar                                                                         | Senegal                                                                       | 1 – 0                                                                         | Costa d'Avorio                                                                | Amichevole                                                                    | -                                                                             |                                                                               |
| 8-10-2006                                                                     | Abidjan                                                                       | Costa d'Avorio                                                                | 5 – 0                                                                         | Gabon                                                                         | Qual. Coppa d'Africa 2008                                                     | 1                                                                             | 70’                                                                           |
| 15-11-2006                                                                    | Stoccolma                                                                     | Svezia                                                                        | 0 – 1                                                                         | Costa d'Avorio                                                                | Amichevole                                                                    | -                                                                             | 63’                                                                           |
| 6-2-2007                                                                      | Conakry                                                                       | Guinea                                                                        | 0 – 1                                                                         | Costa d'Avorio                                                                | Amichevole                                                                    | -                                                                             | 80’                                                                           |
| 21-3-2007                                                                     | Belle Vue Maurel                                                              | Mauritius                                                                     | 0 – 3                                                                         | Costa d'Avorio                                                                | Amichevole                                                                    | -                                                                             | 46’                                                                           |
| 25-3-2007                                                                     | Antsirabe                                                                     | Madagascar                                                                    | 0 – 3                                                                         | Costa d'Avorio                                                                | Qual. Coppa d'Africa 2008                                                     | 1                                                                             | 78’                                                                           |
| 8-9-2007                                                                      | Libreville                                                                    | Gabon                                                                         | 0 – 0                                                                         | Costa d'Avorio                                                                | Qual. Coppa d'Africa 2008                                                     | -                                                                             | 28’ 63’                                                                       |
| 17-10-2007                                                                    | Innsbruck                                                                     | Austria                                                                       | 3 – 2                                                                         | Costa d'Avorio                                                                | Amichevole                                                                    | -                                                                             | Ammonizione                                                                   |
| 12-1-2008                                                                     | Kuwait City                                                                   | Kuwait                                                                        | 0 – 2                                                                         | Costa d'Avorio                                                                | Amichevole                                                                    | -                                                                             | 46’                                                                           |
| 21-1-2008                                                                     | Sekondi-Takoradi                                                              | Nigeria                                                                       | 0 – 1                                                                         | Costa d'Avorio                                                                | Coppa d'Africa 2008 - 1º turno                                                | -                                                                             |                                                                               |
| 25-1-2008                                                                     | Sekondi-Takoradi                                                              | Costa d'Avorio                                                                | 4 – 1                                                                         | Benin                                                                         | Coppa d'Africa 2008 - 1º turno                                                | 1                                                                             |                                                                               |
| 3-2-2008                                                                      | Sekondi-Takoradi                                                              | Costa d'Avorio                                                                | 5 – 0                                                                         | Guinea                                                                        | Coppa d'Africa 2008 - Quarti di finale                                        | -                                                                             | 70’                                                                           |
| 7-2-2008                                                                      | Sekondi-Takoradi                                                              | Egitto                                                                        | 4 – 1                                                                         | Costa d'Avorio                                                                | Coppa d'Africa 2008 - Semifinale                                              | -                                                                             | 78’                                                                           |
| 9-2-2008                                                                      | Kumasi                                                                        | Ghana                                                                         | 4 – 2                                                                         | Costa d'Avorio                                                                | Coppa d'Africa 2008 - Finale 3º posto                                         | -                                                                             | 83’                                                                           |
| 26-3-2008                                                                     | Tunisi                                                                        | Tunisia                                                                       | 2 – 0                                                                         | Costa d'Avorio                                                                | Amichevole                                                                    | -                                                                             | 60’                                                                           |
| 14-11-2009                                                                    | Abidjan                                                                       | Costa d'Avorio                                                                | 3 – 0                                                                         | Guinea                                                                        | Qual. Mondiali 2010                                                           | -                                                                             | 82’                                                                           |
| 4-1-2010                                                                      | Dar es Salaam                                                                 | Tanzania                                                                      | 0 – 1                                                                         | Costa d'Avorio                                                                | Amichevole                                                                    | -                                                                             | 46’                                                                           |
| 7-1-2010                                                                      | Dar es Salaam                                                                 | Costa d'Avorio                                                                | 2 – 0                                                                         | Ruanda                                                                        | Amichevole                                                                    | -                                                                             | 69’                                                                           |
| 11-1-2010                                                                     | Cabinda                                                                       | Costa d'Avorio                                                                | 0 – 0                                                                         | Burkina Faso                                                                  | Coppa d'Africa 2010 - 1º turno                                                | -                                                                             | 81’                                                                           |
| 24-1-2010                                                                     | Cabinda                                                                       | Costa d'Avorio                                                                | 2 – 3                                                                         | Algeria                                                                       | Coppa d'Africa 2010 - Quarti di finale                                        | -                                                                             | 96’                                                                           |
| 3-3-2010                                                                      | Londra                                                                        | Costa d'Avorio                                                                | 0 – 2                                                                         | Corea del Sud                                                                 | Amichevole                                                                    | -                                                                             | 67’                                                                           |
| 30-5-2010                                                                     | Thonon-les-Bains                                                              | Paraguay                                                                      | 2 – 2                                                                         | Costa d'Avorio                                                                | Amichevole                                                                    | -                                                                             |                                                                               |
| 4-6-2010                                                                      | Sion                                                                          | Costa d'Avorio                                                                | 2 – 0                                                                         | Giappone                                                                      | Amichevole                                                                    | -                                                                             | 66’ 73’                                                                       |
| 15-6-2010                                                                     | Port Elizabeth                                                                | Costa d'Avorio                                                                | 0 – 0                                                                         | Portogallo                                                                    | Mondiali 2010 - 1º turno                                                      | -                                                                             |                                                                               |
| 20-6-2010                                                                     | Johannesburg                                                                  | Brasile                                                                       | 3 – 1                                                                         | Costa d'Avorio                                                                | Mondiali 2010 - 1º turno                                                      | -                                                                             | 54’                                                                           |
| 25-6-2010                                                                     | Nelspruit                                                                     | Corea del Nord                                                                | 0 – 3                                                                         | Costa d'Avorio                                                                | Mondiali 2010 - 1º turno                                                      | -                                                                             | 65’                                                                           |
| Totale                                                                        |                                                                               | Presenze (4º posto)                                                           | 64                                                                            |                                                                               | Reti (7º posto)                                                               | 19                                                                            |                                                                               |

## Palmarès

### Club

#### Competizioni nazionali
- Campionato ivoriano: 1

ASEC Mimosas: 2000
- Campionato belga: 2

Anderlecht: 2000-2001, 2003-2004
- Supercoppa del Belgio: 2

Anderlecht: 2000, 2001
- Ligue 2: 1

Lens: 2008-2009
- Qatar Stars League: 1

Lekhwiya: 2010-2011
- Emir of Qatar Cup: 1

Al-Gharafa: 2012

#### Competizioni internazionali
- Coppa Intertoto UEFA: 1

Lens: 2005

### Individuale
- Capocannoniere del campionato ivoriano di calcio: 1

1999 (13 gol)
- Calciatore dell'anno del campionato belga: 1

2003